# Берекенський сільський округ
Береке́нський сільський округ (каз. Береке ауылдық округі, рос. Берекенский сельский округ) — адміністративна одиниця у складі Балхаського району Алматинської області Казахстану. Адміністративний центр — село Береке.
Населення — 1643 особи (2021; 1802 у 2009, 1839 у 1999, 1971 у 1989).
Станом на 1989 рік існувала Берекенська сільська рада (села Береке, Мирне).

## Склад
До складу округу входять такі населені пункти:
| Населений пункт | Стара назва | Населення, осіб (1989) | Населення, осіб (1999) | Населення, осіб (2009) | Населення, осіб (2021) |
| --------------- | ----------- | ---------------------- | ---------------------- | ---------------------- | ---------------------- |
| Береке, село    | -           | 1406                   | 1270                   | 1199                   | 1153                   |
| Бура, село      | Мирне       | 565                    | 569                    | 603                    | 490                    |